# Holcostethus hirtus
Holcostethus hirtus är en insektsart som först beskrevs av Van Duzee 1937.  Holcostethus hirtus ingår i släktet Holcostethus och familjen bärfisar. Inga underarter finns listade i Catalogue of Life.